# Луїс Філіпе Да Сілва Нунес
Луїс Філіпе Да Сілва Нунес або просто Луїс Філіпе (порт.-браз. Luiz Felipe da Silva Nunes; нар. 24 квітня 1997, Ріу-Гранді, Бразилія) — бразильський футболіст, воротар клубу «Белененсеш САД».

## Життєпис
Народився в місті Ріу-Гранді. Вихованець бразильського «Інтернасьйоналя», у складі якої виступав за команду U-20. У цій команді провів 5 поєдинків у Кубку Сан-Паулу. За першу команду бразильського клубу не зіграв жодного офіційного поєдинку.
Наприкінці грудня 2017 року в Луїса Феліпе завершився контракт з «Інтернасьйоналем», після чого як вільний агент воротар перейшов до луганської «Зорі» та підписав з командою 3-річний контракт. Спочатку виступав лише за молодіжний склад «Зорі», за який дебютував 21 липня 2018 року в переможному (3:0) домашньому поєдинку 1-о туру молодіжного чемпіонату України проти «Маріуполя». Луїс вийшов на поле в стартовому складі, відіграв увесь матч та відстояв ворота своєї команди «на нуль». Дебютував за головну команду луганців 9 серпня 2018 року в нічийному (1:1) домашньому поєдинку третього кваліфікаційного раунду Ліги Європи проти «Браги» (1:1). Бразильський воротар вийшов у стартовому складі та відіграв увесь матч. Дебют в Прем'єр-лізі України відбувся 30 вересня 2018 року в грі проти «Львова». Всього за луганську команду бразильський воротар провів 12 ігор у чемпіонаті, дві ги у кубку країни та 4 матчі Ліги Європи. В кінці 2019 року «Зоря» припинила співпрацю з бразильцем і Луїс Філіпе покинув клуб в статусі вільного агента .
Надалі Луїс Філіпе повернувся до Бразилії, де грав за клуби «Айморе» та «Коїмбра Спортс», а в липні 2021 року знову відправився до Європи, ставши гравцем клубу вищого португальського дивізіону «Белененсеш САД».